# Барлен (кантон)
Барлен (фр. Barlin) — упразднённый кантон во Франции, регион Нор-Па-де-Кале, департамент Па-де-Кале. Входил в состав округа Бетюн.
В состав кантона входили коммуны (население по данным Национального института статистики за 2008 г.):
- Айикур (4957 чел.)
- Барлен (7584 чел.)
- Водрикур (914 чел.)
- Гоне (1063 чел.)
- Друвен-ле-Маре (527 чел.)
- Рюиц (1501 чел.)
- Ушен (715 чел.)
- Эсдиньёль-ле-Бетюн (815 чел.)

## Экономика
Структура занятости населения:
- сельское хозяйство — 2,0 %
- промышленность — 35,3 %
- строительство — 8,8 %
- торговля, транспорт и сфера услуг — 27,4 %
- государственные и муниципальные службы — 26,5 %

## Политика
На президентских выборах 2012 г. жители кантона отдали Франсуа Олланду в 1-м туре 31,5 % голосов против 27,9 % у Марин Ле Пен и 18,3 % у Николя Саркози, во 2-м туре в кантоне победил Олланд, получивший 60,5 % голосов (2007 г. 1 тур: Сеголен Руаяль — 27,6 %, Саркози — 22,6 %; 2 тур: Руаяль — 57,4 %). На выборах в Национальное собрание в 2012 г. по 10-му избирательному округу департамента Па-де-Кале они поддержали действующего депутата, члена Социалистической партии Сержа Жанкена, набравшего 54,6 % голосов в 1-м туре и 68,0 % — во 2-м туре. (2007 г.  Серж Жанкен (СП): 1 тур — 42,4 %, 2 тур — 65,7 %). На региональных выборах 2010 года в 1-м туре победил список социалистов, собравший 38,0 % голосов против 20,3 % у Национального фронта и 11,7 % у списка «правых» . Во 2-м туре единый «левый список» с участием социалистов, коммунистов и «зелёных» во главе с Президентом регионального совета Нор-Па-де-Кале Даниэлем Першероном получил 57,2 % голосов, Национальный фронт Марин Ле Пен занял второе место с 25,8 %, а «правый» список во главе с сенатором Валери Летар с 17,0 % финишировал третьим.
|  | Кандидат        | Партия                  | % голосов |
|  | --------------- | ----------------------- | --------- |
|  | Мишель Дагбер   | Социалистическая партия | 62,81     |
|  | Шантал Сьянтеки | Национальный фронт      | 37,19     |

|  | Кандидат      | Партия                  | % голосов |
|  | ------------- | ----------------------- | --------- |
|  | Мишель Дагбер | Социалистическая партия | 75,52     |
|  | Марион Оффрей | Национальный фронт      | 37,19     |